# Grado di insaturazione
La formula del grado di insaturazione (nota anche come indice della deficienza di idrogeno (IDI) o formula degli anelli più legami doppi) si usa in chimica organica per aiutare a disegnare le strutture chimiche. La formula permette all'utilizzatore di determinare quanti anelli, legami doppi e legami tripli sono presenti nel composto da disegnare. Non dà il numero esatto di anelli o di legami doppi o tripli, ma piuttosto la somma del numero di anelli e legami doppi più il doppio del numero di legami tripli. La struttura finale è verificata con l'uso della risonanza magnetica nucleare, della spettrometria di massa e della spettroscopia infrarossa, nonché dell'ispezione qualitativa.

## Formula generale
La formula per il grado di insaturazione (GI) è mostrata qui
{\displaystyle GI=1+{\frac {1}{2}}\sum n_{i}(v_{i}-2)}
dove {\displaystyle n_{i}} è il numero di atomi con valenza {\displaystyle v_{i}}.
Cioè, un atomo che ha una valenza di x contribuisce con un totale di x-2 al grado di insaturazione. Il risultato è poi dimezzato e aumentato di 1.

## Formula di anelli più legami π
Per le molecole che contengono solo carbonio, idrogeno, alogeni monovalenti, azoto e ossigeno, la formula
{\displaystyle {\text{Anelli}}+{\text{Legami }}\pi =C-{\frac {H}{2}}-{\frac {X}{2}}+{\frac {N}{2}}+1\,}
dove C = numero di atomi di carbonio, H = numero di atomi di idrogeno, X= numero di atomi di alogeni ed N = numero di atomi di azoto, dà un risultato equivalente. Gli atomi di ossigeno e gli altri atomi bivalenti non contribuiscono al grado di insaturazione, in quanto (2-2) = 0.
Il grado di insaturazione si usa per calcolare il numero di anelli e di legami π, dove
- gli anelli contano come un grado di insaturazione
- i legami doppi contano come un grado di insaturazione
- i legami tripli contano come due gradi di insaturazione.